# Galicyjski Komitet Rewolucyjny
Galicyjski Komitet Rewolucyjny (GKR), Galrewkom (ros. Галревком) – rząd marionetkowy podporządkowany Rosji Radzieckiej, utworzony 8 lipca 1920 w Kijowie. Jego przewodniczącym był komisarz polityczny 14 Armii Armii Czerwonej Wołodymyr Zatonskyj.
15 lipca 1920 Galicyjski Komitet Rewolucyjny proklamował powstanie marionetkowej Galicyjskiej Socjalistycznej Republiki Rad (GSRR). Galrewkom został powołany w czasie ofensywy Armii Czerwonej (wojna polsko-bolszewicka) jako polityczne narzędzie inwazji, równolegle do jego odpowiednika Polrewkomu.

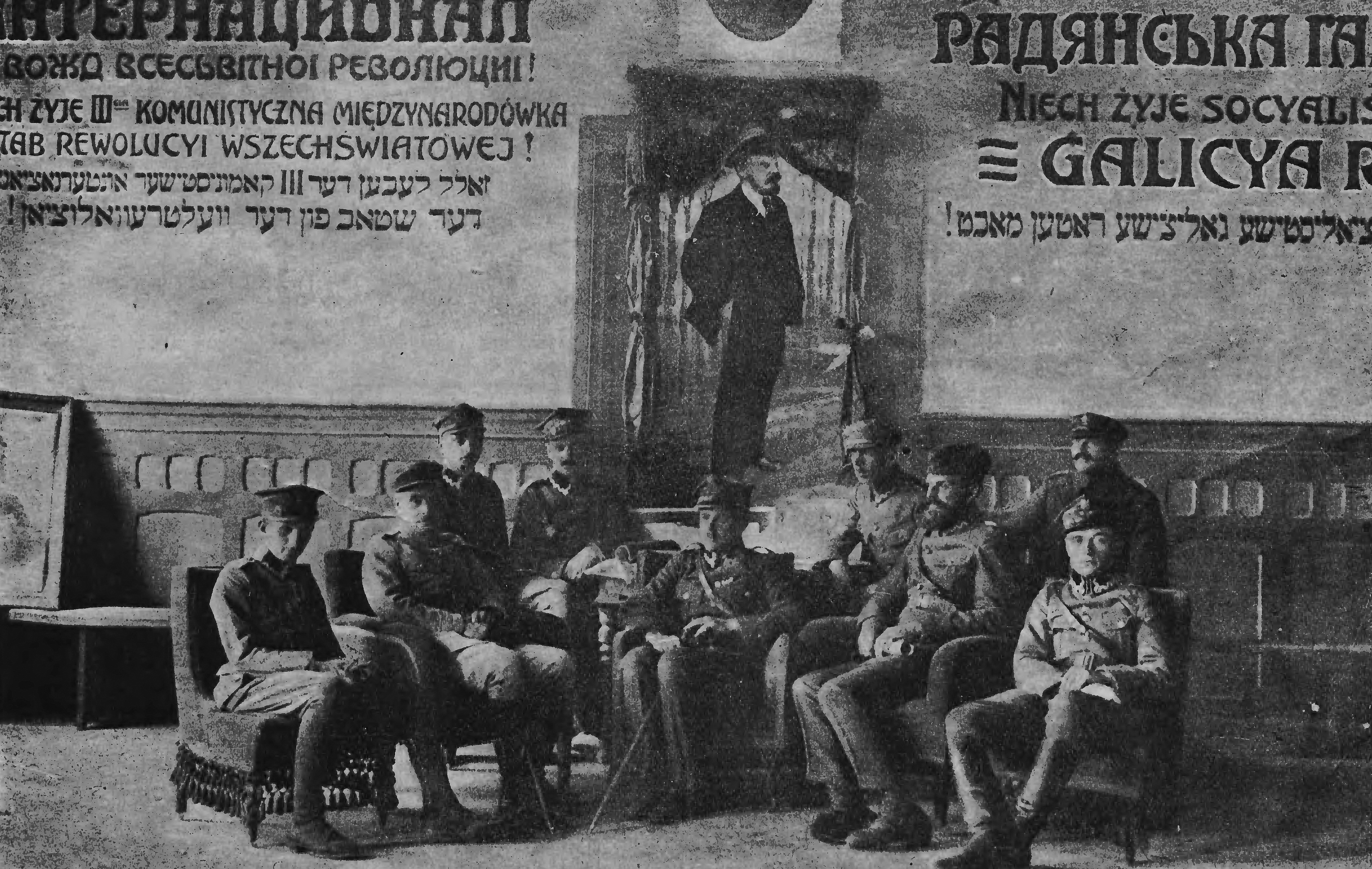
Sala „Gwiazdy” w Tarnopolu - siedziba Komitetu Rewolucyjnego dla Galicji; siedzą członkowie sztabu 12 Dywizji Piechoty, która oswobodziła miasto; wśród nich płk Marian Januszajtis (1920)

Po wkroczeniu w końcu lipca 1920 oddziałów Armii Czerwonej na teren Galicji Wschodniej, 1 sierpnia 1920 Galrewkom przeniósł swą siedzibę do Tarnopola i tego samego dnia wydał dekret O ustanowieniu władzy sowieckiej w Galicji. Galrewkom próbował organizować administrację sowiecką na terenach okupowanych. 15 września 1920 wobec kontrofensywy Wojska Polskiego i Armii Czynnej URL po Bitwie Warszawskiej i rozbiciu 1 Armii Konnej Budionnego w bitwie pod Komarowem Galrewkom opuścił Tarnopol, zaś 21 września GSRR przestała istnieć. Działalność Komitetu była kontynuowana przez utworzone jesienią 1920 Biuro Galicyjskie przy Komunistycznej Partii (bolszewików) Ukrainy, które zakończyło działalność po zawarciu traktatu pokojowego pomiędzy Polską a Rosją i Ukrainą Sowiecką w Rydze.